# Mercedes-Benz Citaro L
Mercedes-Benz Citaro L je model zcela nízkopodlažního autobusu, vyráběný v letech 1997 až 2011 společností EvoBus (nyní Daimler Buses), kterou vlastní koncern Daimler Truck AG. Jedná se o třínápravový autobus délky přibližně 15 metrů z rodiny Citaro. Písmeno L v názvu odkazuje na slovo lang, které v překladu znamená dlouhý. Vedle základní varianty určené především pro městský provoz byla vyráběna i varianta LÜ pro příměstskou a meziměstskou dopravu. Písmeno Ü znamená Überland neboli meziměstský.

## Provoz v Česku
Dopravní podnik města Děčín (DPMD) v letech 2003 až 2006 obdržel celkem 6 autobusů Citaro L na základě veřejné zakázky vypsané v roce 2003. Byla jim přidělena evidenční čísla 601 až 606. V roce 2008 nakoupil další dva vozy, které byly označeny čísly 607 a 608. Vozidla s evidenčními čísly 601 až 603 byla v roce 2019 prodána společnosti Car-Tour. Vozidla 604 a 605 byla v roce 2021 vyřazena a sešrotována. Autobus s evidenčním číslem 608 v roce 2023 shořel. Vozidlo s evidenčním číslem 606 bylo odstaveno v roce 2024. V roce 2025 je v provozu poslední autobus s číslem 607.
Dopravce Martin Uher z Mníšku pod Brdy provozoval v letech 2004 až 2017 jeden autobus Citaro L s evidenčním číslem 1140 v rámci Pražské integrované dopravy (PID).
Předváděcí autobus společnosti EvoBus Bohemia byl v roce 2005 testován dopravci VETT v České Lípě, Dopravní podnik Mladá Boleslav, Dopravní podnik Karlovy Vary (DPKV), Plzeňské městské dopravní podniky a Městská autobusová doprava Kolín. Vozidlo následně koupil dopravce Hotliner a provozoval ho do konce roku 2006. V letech 2007 až 2017 byl ve vlastnictví společnosti Arriva City, přičemž v letech 2010 až 2014 byl pronajímán dopravci Arriva Teplice. V roce 2018 byl sešrotován.